# Fogarasi Tibor
Fogarasi Tibor (Szolnok, 1969. november 21. –) magyar sakkozó, nemzetközi nagymester.

## Pályafutása
1989-ben az U20 korosztályos junior Európa-bajnokságon a 7-13. helyen végzett.
1990-ben teljesítette a nemzetközi mesteri szintet, és 2003-ban szerezte meg a nemzetközi nagymesteri címet. A nagymesteri normát 1995-ben a Hungaroil versenyen Budapesten, 2002-ben a magyar csapatbajnokságban elért eredményével, valamint 2003-ban az Elekes-emlékversenyen teljesítette.
A 2016. augusztusban érvényes Élő-pontértéke 2368. Legmagasabb pontértéke az 1995. júliusban elért 2515 volt. A magyar ranglistán az aktív játékosok között a 92. helyen állt.

## Csapateredményei
A MITROPA Kupában tagja volt az 1991-ben negyedik, 1995-ben 1. helyezést elért magyar válogatott csapatnak.

## Kiemelkedő versenyeredményei
- 1. helyezés: Utasellátó versenye, Budapest (1990)
- 1. helyezés: Elekes-emlékverseny, Budapest (1991)
- 1-2. helyezés: FS08 GM Budapest (1994)
- 2-3. helyezés: FS10 GM Budapest (1994)
- 1. helyezés: Hungaroil verseny Siófok (1994)
- 1. helyezés: Hungaroil verseny, Siófok (1995)
- 1. helyezés: Balatonberény (1996)
- 1-2. helyezés: FS02 GM Budapest (2000)
- 2. helyezés: Elekes emlékverseny Budapest (2003)[5]
- 2. helyezés: FS06 GM Budapest (2004)
- 1-2. helyezés: FS02 GM Budapest (2005)[6]
- 1-3. helyezés: Elekes emlékverseny Budapest (2005)[7]
- 2. helyezés: GM-B verseny Balatonlelle (2005)
- 2-3. helyezés: FS06 GM Budapest (2010)[8]

## Megjelent könyvei
- Nagy mesterek, nagy elnézések, Magyar Sakkvilág füzetek 19. 2006 ISSN 1786-8769 ISBN 963-87170-4-1
- Félszáz kedvenc játszmám, Magyar Sakkvilág füzetek 25. 2007 ISSN 1786-8769 ISBN 978-963-9750-02-9